# Dr. Watson

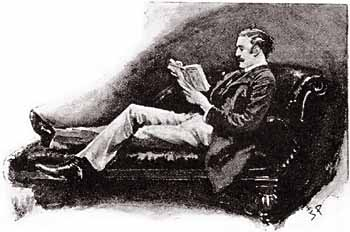
Dr. Watson in einer Darstellung von Sidney Paget

Dr. John H. Watson ist eine literarische Figur aus den Detektiv-Erzählungen Sherlock Holmes von Arthur Conan Doyle.
Der Freund und ständige Begleiter von Sherlock Holmes fungiert als erzählerisches Ich. In seiner Funktion als Vermittler zwischen Detektiv und Leser wurde er zu einem Prototyp in der Kriminalliteratur.

## Watson in Doyles Werken
Sherlock Holmes empfindet Watsons Pragmatismus als Bereicherung und Ergänzung seines eigenen, etwas exzentrischen Charakters und schätzt ihn als Rezipienten seiner deduktiven Schlüsse. In Doyles Erzählungen erscheint Dr. Watson als gebildeter Mann von gesundem Menschenverstand, vor dem sich Holmes’ überragende Leistungen umso stärker abheben.

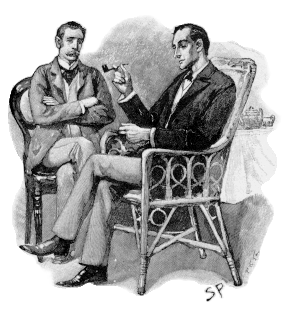
Dr. Watson (links) und Sherlock Holmes in einer Darstellung von Sidney Paget

Dr. Watsons Biographie, die im ersten Roman A Study in Scarlet (dt.: Eine Studie in Scharlachrot) erzählt wird, weist Parallelen zum Leben Doyles auf. Ebenso wie Doyle ist er Kriegsteilnehmer und Arzt. Watson kehrte verwundet und erkrankt aus dem Kriegseinsatz nach London zurück. Dort suchte er eine Wohnung, um sich in aller Ruhe zu kurieren. Bei der Wohnungssuche lernt er über einen gemeinsamen Bekannten den jungen Chemiker Sherlock Holmes kennen. Dieser hatte ein für ihn zu teures Appartement in der Baker Street 221b angemietet und suchte einen Mitbewohner.
Laut A Study in Scarlet zog sich Watson während des Zweiten Anglo-Afghanischen Kriegs eine Schulterverletzung zu. Im zweiten Roman The Sign of Four (dt.: Das Zeichen der Vier) wird erzählt, dass er in der Schlacht von Maiwand am Bein verwundet wurde.
In The Sign of Four heiratet Watson nach erfolgreicher Lösung des Falles Holmes’ ehemalige Klientin Miss Mary Morstan, gründet eine eigene Arztpraxis und zieht aus der gemeinsamen Wohnung aus. Dennoch findet er immer wieder Zeit, Sherlock Holmes bei seinen Fällen zu unterstützen. Während Holmes’ Abwesenheit nach seinem scheinbaren Tod in The Final Problem (dt.: Das letzte Problem) stirbt Watsons Frau, wie der Doktor in The Empty House (dt.: Das leere Haus) berichtet. Als Witwer zieht er für eine Weile zu Holmes zurück. In The Case Book of Sherlock Holmes (dt.: Sherlock Holmes’ Buch der Fälle) ist Watson wieder verheiratet, der Name seiner zweiten Frau wird nicht erwähnt.
In den Erzählungen und Romanen Doyles erscheint Watson als ein mittelgroßer, athletischer Mann in Holmes’ Alter, der auf Holmes’ weibliche Klienten oft attraktiv wirkt, und dessen Intellekt Holmes’ gleichsteht, auch wenn die beiden unterschiedliche Fähigkeiten und Bildungsschwerpunkte haben. Holmes schätzt Watson als ebenbürtigen Konversationspartner, der ihm mit Informationen aushelfen kann, die dem Detektiv mangels Interesse fehlen. Beispielsweise hat Holmes geringe Kenntnisse menschlicher Anatomie und kein politisches Wissen. In Anspielung auf Samuel Johnsons Biographen James Boswell sagt Holmes in A Scandal in Bohemia (dt.: Ein Skandal in Böhmen) zu Watson: „I am lost without my Boswell“.
Der Mittelname John H. Watsons wird in den Erzählungen nicht genannt und ist daher Grund diverser Spekulationen. Doyles Autorenkollegin Dorothy L. Sayers folgerte aus der Kurzgeschichte The Man with the Twisted Lip, in der Watsons Ehefrau ihren Mann „James“ nennt, der volle Mittelname müsse Hamish lauten, die schottische Variante des englischen James. Einige nicht-kanonische Adaptionen, etwa die Fernsehserie Sherlock, übernehmen diesen Namen.

## Stellung in der Kriminalliteratur
Mit der Figur des Dr. Watson schuf Doyle einen Prototyp der Kriminalliteratur, der seither in zahlreichen Detektivgeschichten Verwendung findet und häufig auch als „Watson-Figur“ oder als Sidekick bezeichnet wird. Er ist nicht der eigentliche, häufig als „genial“ gezeichnete Ermittler, der das Verbrechen aufklärt, sondern dessen treuer Begleiter, der das Geschehen berichtet und als Vermittler für den Leser dient, den er immer gerade mit so viel Informationen versorgt, wie es für den Handlungsfortgang notwendig ist. Dabei hat er gewöhnlich dreierlei Funktionen:
1. Er dient als Kontrast zum Protagonisten, dessen Genialität durch seine Bewunderung besonders hervorgehoben wird.
2. Er zeichnet all die Daten auf, auf denen die Schlussfolgerungen des Detektivs basieren.
3. Er verkörpert die gesellschaftliche Norm der Zeit. So ist Dr. Watson etwa ein klassischer Vertreter der bürgerlichen Moral des späten 19. und frühen 20. Jahrhunderts.

Des Weiteren ist Watsons Rolle und seine Funktion ein essentieller Bestandteil einer prototypischen Erzählanalyse. Da fast alle Sherlock Holmes Geschichten aus Watsons Sicht erzählt werden, sind diese auch stark von seiner Wahrnehmung abhängig. Watsons Funktion als expliziter Erzähler (en.: overt narrator) spiegelt sich im Text wider, indem er die äußeren Verhältnisse der Charaktere und Objekte, sowie die Sprache und Gedanken der Figur(en) beschreibt. Diese Art des Erzählers erlaubt auch eine Beurteilung und Kommentierung der Geschehnisse. Da diese essentiellen Funktionen von Doyle so hervorragend ausgearbeitet und auf Grund ihrer immensen Bedeutung nicht wegzudenken sind, ist Watson ein bedeutender Prototyp eines expliziten, auktorialen Erzählers in der ersten Person (en.: overt, authorial, first-person narrator).
Obwohl Watson die bekannteste Verkörperung eines solchen erzählenden Begleiters ist, hat die Figur ihrerseits einen Vorläufer im namenlosen Ich-Erzähler der Geschichten Edgar Allan Poes um den Privatdetektiv C. Auguste Dupin (Der Doppelmord in der Rue Morgue, Das Geheimnis der Marie Rogêt und Der entwendete Brief). Viele spätere Kriminalschriftsteller übernahmen diese Konstellation, so Agatha Christie im ersten Hercule-Poirot-Roman Das fehlende Glied in der Kette in der Figur Arthur Hastings und auch beim ersten Auftritt Miss Marples in Mord im Pfarrhaus in der Figur des Reverend Clement.

## Adaptionen in Literatur und Film
Umberto Eco spielt in seinem Roman Der Name der Rose in den Figuren des Franziskaners William von Baskerville und seines begleitenden und den Scharfsinn seines „Meisters“ bewundernden Benediktinernovizen Adson von Melk nicht nur namentlich auf die Vorbilder Holmes/Watson an.
In der Krimikomödie Genie und Schnauze mit Ben Kingsley als Watson wird das Verhältnis der beiden satirisch umgekehrt. Dr. Watson ist hier ein genialer Detektiv, der, um seinen Ruf als Arzt zu wahren, einen geistig schlichten Schauspieler engagiert, die Rolle als Detektiv Holmes zu spielen.
In der Fernsehserie Elementary  wird aus dem männlichen Dr. John Watson die weibliche Dr. Joan Watson. Zuvor gab es bereits in dem Film Die Rückkehr des Sherlock Holmes eine(n) weiblichen Watson, welche ein Nachkomme von Dr. John Watson und keine Variante von ihm darstellte.

## Darsteller von Dr. Watson (Auswahl)
- Hubert Willis in einer Kinoserie der 1920er-Jahre
- Ian Fleming (hierbei handelt es sich nicht um den James-Bond-Autor), u. a. in The Triumph of Sherlock Holmes (1935)
- Fritz Odemar im Film Der Hund von Baskerville (1936)
- Heinz Rühmann im Film Der Mann, der Sherlock Holmes war (1937)
- Nigel Bruce spielte an der Seite von Basil Rathbone als Sherlock Holmes in insgesamt 14 Filmen (1939–1946)
- Howard Marion-Crawford spielte in der Sherlock Holmes Serie an der Seite von Ronald Howard in insgesamt 39 Teilen mit (1954–1955)
- André Morell in Der Hund von Baskerville (1959)
- Thorley Walters in Sherlock Holmes und das Halsband des Todes (1962) mit Christopher Lee als Sherlock Holmes
- Donald Houston in Sherlock Holmes’ größter Fall (1965) mit John Neville als Sherlock Holmes
- Nigel Stock in den beiden BBC-Fernsehserien der 1960er-Jahre, zuerst mit Douglas Wilmer, dann Peter Cushing als Holmes
- Paul Edwin Roth in der Fernsehserie Sherlock Holmes aus den Jahren 1967/68
- Colin Blakely in Das Privatleben des Sherlock Holmes (1970)
- Robert Duvall in Kein Koks für Sherlock Holmes (1976)
- James Mason in Murder by Decree (1979)
- Witali Mefodjewitsch Solomin in der fünfteiligen russischen Fernsehserie Die Abenteuer von Sherlock Holmes und Dr. Watson (1979–1986)
- Alan Cox in Das Geheimnis des verborgenen Tempels (OT: Young Sherlock Holmes) (1985)
- Ben Kingsley im Film Genie und Schnauze (OT: Without a Clue) (1988)
- John Hillerman in dem Fernsehfilm Hands of a Murderer (1990)
- Patrick Macnee unter anderem im Fernsehfilm Incident at Victoria Falls (1991)
- David Burke von 1984 bis 1985 in der ITV-Fernsehserie Sherlock Holmes mit Jeremy Brett als Sherlock Holmes
- Edward Hardwicke von 1986 bis 1994 ebenfalls in der ITV-Fernsehserie Sherlock Holmes mit Jeremy Brett
- Ian Hart in zwei britischen Fernsehfilmen der 2000er-Jahre
- Kenneth Welsh in vier kanadischen Fernsehfilmen
- Jude Law in den Guy-Ritchie-Filmen Sherlock Holmes und Sherlock Holmes: Spiel im Schatten mit Robert Downey Jr. als Sherlock Holmes (2009 und 2011)
- Martin Freeman in der BBC-Serie Sherlock mit Benedict Cumberbatch als Holmes (2010–2017)
- Lucy Liu seit 2012 in der US-amerikanischen Serie Elementary als weibliche Version, Dr. Joan Watson
- Himesh Patel in Enola Holmes 2

## Eponyme
1983 wurde der Asteroid (5050) Doctorwatson nach der Figur benannt.